# Karl Popper
Karl Raimund Popper (ur. 28 lipca 1902 w Wiedniu, zm. 17 września 1994 w Londynie) – austriacki filozof specjalizujący się w filozofii nauki i filozofii społeczno-politycznej. Jego system filozoficzny został przez niego samego nazwany racjonalizmem krytycznym, który on sam uważał za kontynuację filozofii Immanuela Kanta. Sformułował zasadę falsyfikowalności jako kryterium naukowości (popperyzm) oraz koncepcję społeczeństwa otwartego, będącego swoistym rozwinięciem koncepcji demokracji Johna Locke’a i Johna Stuarta Milla.

## Życiorys

### Dzieciństwo i wykształcenie
Karl Popper urodził się w Wiedniu, w rodzinie zamożnych prawników pochodzenia żydowskiego. Jego ojciec, znany wiedeński adwokat, był też filozofem-amatorem i od wczesnych lat dziecięcych zaczął edukować Karla w tym kierunku. Całe dzieciństwo młodzieńca przebiegało w dość pogodnej i szczęśliwej atmosferze. W wieku 13 lat został wysłany, tak jak większość dzieci w Wiedniu, do miejscowego gimnazjum państwowego, jednak bardzo szybko zniechęcił się do tej szkoły, a rodzice pogodzili się z jego decyzją opuszczenia jej i zorganizowali mu eksternistyczny tryb nauczania w oparciu o domowe wizyty wybranych nauczycieli.
W 1918 roku Karl zaczął studiować filozofię na Uniwersytecie Wiedeńskim, jako wolny słuchacz. Zaangażował się tam mocno w działalność w Socjalistycznym Stowarzyszeniu Studenckim; miał tam okazję zapoznać się dobrze z marksizmem, który wykładano na specjalnych kursach dla działaczy tego stowarzyszenia. Dyskusje z wykładowcami szybko przekonały Karla, że marksizm jest skostniałą i w dużym stopniu błędną ideologią, co spowodowało zerwanie ze Stowarzyszeniem. W trakcie studiów Popper miał też okazję zapoznać się z poglądami Freuda poprzez wakacyjne praktyki prowadzone przez jednego z bezpośrednich uczniów Freuda. Podobnie, jak to było z marksizmem, Karl nabrał bardzo szybko krytycznego dystansu do bardzo popularnej wtedy w Wiedniu psychoanalizy. W trakcie studiów zaczął się też bardzo żywo interesować współczesną fizyką, często chodząc na wykłady przyjeżdżających do Wiednia naukowców z całego świata. Szczególnie silne wrażenie wywarł na nim wykład Alberta Einsteina, w którym Einstein określił dokładnie eksperyment, który dowiódłby niesłuszności jego teorii względności. W roku 1925 Karl Popper uzyskał dyplom magisterski, a w 1928 obronił doktorat z filozofii i zdał egzamin uprawniający go do nauczania fizyki w gimnazjum.

### Emigracja
W 1937 roku, na kilka miesięcy przed zajęciem Austrii przez Niemcy, wyemigrował do Nowej Zelandii, gdzie uzyskał stanowisko wykładowcy filozofii na Uniwersytecie w Canterbury. Dominującym kierunkiem filozoficznym na tym uniwersytecie był wtedy wciąż heglizm, stąd poglądy wygłaszane przez Poppera były zupełnie nierozumiane, a sam Popper był praktycznie odizolowany od życia akademickiego swojego wydziału. W trakcie swojego pobytu w Nowej Zelandii Popper napisał swoje dwa kluczowe dzieła z dziedziny filozofii politycznej – Nędza historycyzmu (1945), oraz Społeczeństwo otwarte i jego wrogowie (1945). W Nowej Zelandii zapoznał się też dobrze z anglosaskim stylem pisania, dzięki czemu zerwał całkowicie ze zbyt „mętnym” i niejasnym stylem pisania popularnym wśród niemieckojęzycznych filozofów.
W 1947 roku jego książka Społeczeństwo otwarte i jego wrogowie zwróciła uwagę Hayeka, dziekana wydziału filozofii politycznej słynnej London School of Economics, który ściągnął Poppera do Anglii i powierzył mu na swoim wydziale specjalnie stworzoną dla niego katedrę racjonalizmu krytycznego. Popper prowadził nauczanie na tej katedrze głównie poprzez prowadzenie paneli dyskusyjnych podobnych nieco do paneli Koła Wiedeńskiego, które stały się bardzo szybko sławne i zaczęli na nie uczęszczać oprócz studentów także znani brytyjscy naukowcy i politycy. W 1959 roku wydał swoje najważniejsze dzieło: The Logic of Scientific Discovery, które było „wyklarowaną”, rozszerzoną i pogłębioną wersją jego pierwszej książki. Po wydaniu tej książki zaproponowano mu funkcję profesora logiki na Uniwersytecie Cambridge. Funkcji tej jednak nie objął, podobno na skutek sporu z rektorem Cambridge. Anegdota na ten temat głosi, że w dniu, w którym Popper miał podpisać umowę o pracę na Uniwersytecie w Cambridge, odbył się wcześniej wykład rektora, który był zafascynowany astrologią. Rektor zakończył swój wykład stwierdzeniem, że wobec przedstawionych przez niego „faktów”, tylko ktoś o strusiej mentalności będzie mógł dalej negować wartość astrologii jako nauki. Na to Popper wstał i wygłosił swoim zwyczajem długi monolog „w obronie strusia”, czym zamknął sobie drogę do kariery w Cambridge.
Funkcję profesora swojej katedry w London School of Economics Popper pełnił do roku 1969, kiedy to przeszedł na emeryturę. Na emeryturze był jednak wciąż aktywny, wygłaszając wykłady na całym świecie i pisząc cotygodniowe felietony w „The Observer” oraz w „The Economist”. W 1992 otrzymał Nagrodę Kioto w dziedzinie sztuki i filozofii, a w 1994 został odznaczony tytułem doktora honoris causa Uniwersytetu Karola w Pradze. Zmarł 17 września 1994 roku, w Londynie.

## Filozofia Poppera

### Teoria poznania
Filozofia Poppera wyrosła w dużym stopniu pod wpływem, ale i jednocześnie w opozycji do pozytywizmu logicznego. Zdaniem Poppera pozytywiści logiczni popełniali dwa „kardynalne błędy”:
- chcieli sprowadzić wszelkie naukowe poznanie do postaci logiczno-matematyczno-fizycznej, odrzucając niemal całkowicie wszelkie inne sposoby myślenia,
- całkowicie odrzucali metafizykę, której jednak w praktyce nie sposób odrzucić, gdyż jest ona stałym elementem myślenia ludzkiego i jest także „wszyta” w poglądy pozytywistów logicznych.

#### Falsyfikowalność jako metoda demarkacji nauki
Pozytywiści logiczni jako kryterium rozróżnienia poglądów naukowych od nie-naukowych przyjęli zasadę weryfikowalności teorii. Upraszczając, jeśli jakaś teoria ma potwierdzenie w faktach, to jest prawdziwa, a jeśli nie, to jest fałszywa. Zdaniem pozytywistów, teorie naukowe raz zweryfikowane będą już zawsze prawdziwe. Popper nie zgodził się z tym poglądem, twierdząc, że ostateczne zweryfikowanie teorii faktami nie jest nigdy możliwe. Teoria tłumaczy nieskończenie wiele przewidywań, jednak przebadać można tylko skończoną liczbę takich przewidywań, a do odrzucenia teorii wystarczy jedna sprzeczna z przewidywaniami obserwacja. Ponadto, jak pokazywał zwłaszcza rozwój fizyki w latach 20. i 30. XX wieku, teorie uważane za już dawno zweryfikowane, okazują się nagle niesłuszne i są zastępowane nowymi. Obserwacje niezgodne z zasadami mechaniki Newtona były już jednak obserwowane w XIX wieku i nie doprowadziły do jej odrzucenia. Dopiero dwudziestowieczna ogólna teoria względności Einsteina tłumaczyła wcześniej wykryte anomalie.
Popper zaproponował nowe kryterium naukowości, mianowicie falsyfikowalność. Falsyfikowalność teorii polega na tym, że jej struktura jest taka, że można zaproponować eksperyment, którego wynik jednoznacznie zaprzeczy słuszności teorii. Eksperyment ten nie musi być koniecznie technicznie wykonalny w danym momencie – ważne jest tylko, że dana teoria w ogóle dopuszcza możliwość obalenia siebie samej w wyniku jakiegoś, dającego się pomyśleć, eksperymentu. Aby sfalsyfikować teorię, zjawisko z nią niezgodne musi być powtarzalne, natomiast konieczne jest co najmniej jedno zdarzenie, które jest przez teorię wykluczane.
Kryterium to od kryterium pozytywistycznego różni się jedną istotną cechą – powoduje ono, że żadna teoria naukowa nigdy nie może być uznana za pewną – każda pozostaje więc tylko bardziej lub mniej prawdopodobną hipotezą. Dla Poppera sama struktura logiczna teorii nie była tak ważna jak dla pozytywistów logicznych – nie musiała być matematyczna, do końca spójna wewnętrznie, ani być wolna od założeń metafizycznych. Popper wskazywał, że wiele teorii fizycznych, wbrew poglądom pozytywistów, zawiera w sobie silne założenia metafizyczne (np. continuum czasoprzestrzeni, niezniszczalność ogólnego bilansu masy i energii, czy założenie racjonalnej struktury materii). Ważne tylko, żeby teoria dawała się falsyfikować. Jak pisał sam Popper „Teoria naukowa jest jak słup wbity w ruchomy piasek, na którym buduje się całą konstrukcję, gdy słup zgnije albo się zawali pod naporem faktów, trzeba go zastąpić nowym”.
Zwolennicy pozytywizmu logicznego zgodzili się po drugiej wojnie światowej z poglądami Poppera w zakresie nieweryfikowalności teorii naukowych i włączyli do swojego systemu kryterium falsyfikowalności. Popper jednak do końca nie zgadzał się z nimi co do tego, że całą wiedzę naukową da się kiedykolwiek sprowadzić do matematyki i fizyki, co było podstawą tej filozofii.

#### Krytyka historycyzmu i psychologizmu
Popper uważał, że w kontraście do prawdziwej nauki, która tworzy falsyfikowalne teorie, takie koncepcje jak marksistowska teoria walki klas czy psychoanaliza mają charakter pseudonaukowy, gdyż ich konstrukcja jest taka, że są one w stanie „wyjaśnić” każdy fakt i nie da się w związku z tym wymyślić dla tych teorii eksperymentu lub choćby obserwacji, która byłaby w stanie je obalić.
W przypadku psychoanalizy i innych tego rodzaju „nauk” (w tym również np. wszelkich „naukowych” teorii sztuki) nie można ich sfalsyfikować, gdyż badają one zjawiska silnie subiektywne, mające źródło wyłącznie w ludzkiej wyobraźni. Ta zaś jest bardzo plastyczna, dlatego sprawny psychoanalityk, czy krytyk sztuki, jest w stanie wmówić wielu ludziom, że ich emocje czy gusty są takie jak oni sugerują. Występuje tu więc zjawisko kreowania „faktów” przez samych rzekomo obiektywnych badaczy, po czym te fakty same potwierdzają ich teorie.
W przypadku marksizmu i innych koncepcji, które Popper nazwał teoriami historycystycznymi (heglizm, materializm historyczny, rozmaite teorie religijne itp.) występuje w nich jakaś „przewodnia” teoria natury metafizycznej, która jest przyjmowana na wiarę i która nie może być praktycznie w żaden sposób sfalsyfikowana. Teoria ta „tłumaczy” wszelkie zjawiska, w jeden zunifikowany sposób i rzekomo stosując ją można przewidzieć ogólny przebieg przyszłych zdarzeń. Ponadto teoria ta działa bezwzględnie, niezależnie od ludzkiej woli, choć zwykle dotyczy ona ludzkich zachowań. Np. zdaniem marksistów cała historia ludzkości da się wyjaśnić w kategoriach walki klas. Nawet jeśli aktualny przebieg historii zdaje się zaprzeczać teorii, to według marksistów i innych historycystów jest to tylko „chwilowy” zwrot, po którym historia z pewnością wejdzie na „właściwe tory”. Tak skonstruowane teorie, mimo że czasem wychodzą z wcześniejszej obserwacji i uogólniania prawdziwych faktów, nie są w istocie naukowe, gdyż nie można ich sfalsyfikować. Poza tym Popper krytykował Hegla m.in. za wspieranie reżimu państwa pruskiego.

#### Formy wiedzy a ewolucja
Popper omawiając teorię wiedzy, przedstawia ją w analogii do teorii ewolucji. Podobnie jak eliminowanie błędów poprzez dobór naturalny prowadzi do upowszechniania się pewnych cech fenotypowych organizmów, w tym zachowań, tak testowanie i krytyczna eliminacja błędów prowadzi do rozwoju wiedzy, nowych teorii oraz nowych problemów do rozwiązania. Każda adaptacja organizmu jest jakąś formą wiedzy, przy czym na daną adaptację może składać się kilka porcji wiedzy, a dana porcja wiedzy może być wykorzystywana w kilku adaptacjach. Wiedza ta ma postać wrodzonych, nieuświadamianych oczekiwań o charakterze hipotez co do stanu środowiska zewnętrznego wobec organizmu oraz jego środowiska wewnętrznego. Jest ona cechą każdego bytu, o ile w procesie ewolucji występuje proces jego przystosowania do warunków środowiska. Popper jest uznawany za współtwórcę (wspólnie z Konradem Lorenzem i Donaldem T. Campbellem) epistemologii ewolucyjnej.
W jego koncepcji trzech światów, w której świat pierwszy jest światem materii, drugi dotyczy psychiki i stanów świadomości, a trzeci jest światem wytworów myśli (kultury), testowanie hipotez w przypadku organizmów żywych zazwyczaj wiąże się z możliwością ich dalszego trwania. Rozwiązania ewolucyjne pojawiają się wraz z możliwością przetrwania i przekazania ich w materiale genetycznym. W przypadku ludzi, zanim dojdzie do konfrontacji, możliwe jest testowanie rozwiązań w myślach bez uśmiercania zwolenników nietrafionych teorii.

### Poglądy społeczne i polityczne

#### Naukowe teorie społeczne i ekonomiczne
Poglądy te wywodzą się wprost z Popperowskiej krytyki wszelkich teorii historycystycznych. Popper nie twierdził, że w zakresie nauk społecznych nie da się w ogóle formułować żadnych teorii naukowych – twierdził on tylko, że teorie starające się w tym zakresie wyjaśnić „wszystko” i na podstawie tych wyjaśnień przewidywać przyszłość w bardzo długich okresach, zwykle dają fatalne rezultaty, zwłaszcza wtedy kiedy stają się oficjalną doktryną państwową. W ramach tej krytyki Popper starał się udowadniać, że wdrażanie wszelkiego tego rodzaju koncepcji daje zawsze w rezultacie tylko całą masę nieszczęść. Dotyczy to nie tylko marksizmu, czy państw gdzie wdraża się systemy oparte na państwowej religii, lecz także z pozoru niewinnych koncepcji w rodzaju humanitaryzmu, czy skrajnego liberalizmu i utylitaryzmu.
Zdaniem Poppera uczciwie naukowe teorie społeczne i ekonomiczne muszą się opierać na następujących kryteriach:
- opierają się na obiektywnych, mierzalnych danych,
- muszą być tak sformułowane, aby dać się falsyfikować,
- nie mogą twierdzić, że są w stanie przewidzieć bardzo długofalowe kierunki zmian (np. w okresie dłuższym niż 50–100 lat), mogą co najwyżej przewidywać krótkotrwałe trendy lub być skonstruowane na zasadzie: „Jeśli zrobimy A to prawdopodobnie osiągniemy skutek B”.

Teorie te, a więc i rządy na nich oparte, nie mogą się zatem charakteryzować próbami „uszczęśliwiania wszystkich”. Muszą one mieć charakter „minimalistyczny” i samoograniczający się. Zwykle mają one charakter drobnych, systematycznych zmian, polegających nie tyle, jak chcieli np. utylitaryści „generowaniu maksymalnej ilości szczęścia”, lecz raczej na „zatykaniu dziur” i zapobieganiu dziesiątkom i setkom drobnych nieszczęść i niedogodności.

#### Społeczeństwo otwarte i zamknięte
Popper rozwinął też pojęcie społeczeństwa otwartego i zamkniętego wprowadzone przez Henriego Bergsona. Posługując się swoim podziałem teorii społecznych na prawdziwie naukowe i historycystyczne, stwierdził, że społeczeństwa, które są owładnięte wspólną teorią historycystyczną mają prawie zawsze charakter zamknięty. Zamknięcie to przejawia się z jednej strony na odrzucaniu przez rządzące osoby faktów niezgodnych z ich historycystycznymi założeniami, a z drugiej na dławieniu dyskusji na temat tych faktów wewnątrz tych społeczności. Dławienie to nie musi koniecznie wynikać z cenzury prewencyjnej czy braku demokracji. Czasami wystarcza, jeśli większość społeczeństwa jest również wyznawcami tego rodzaju teorii. Wówczas cenzura ma charakter dobrowolnej autocenzury, zaś osoby chcące zmian niezgodnych z założeniami systemu opartego na obowiązującej teorii historycystycznej są albo ignorowane, albo eliminowane. Społeczeństwa takie, oprócz dławienia wewnętrznej dyskusji, mają też poważne trudności z adaptowaniem wszelkich zmian, których pomysły pochodzą z zewnątrz. Wszystko co z zewnątrz jest bowiem przez te społeczeństwa traktowane jako potencjalnie niezgodne z ogólną, oficjalnie obowiązującą doktryną, a próby przekonywania, że tak nie jest, są dławione, w ramach ogólnego dławienia wewnętrznej dyskusji. Popper uznawał m.in. Platona, twórcę Państwa, za przeciwnika społeczeństwa otwartego i „proroka” systemu totalitarnego.
W przeciwieństwie do tego społeczeństwa otwarte charakteryzuje stała równowaga zwolenników różnych teorii historycystycznych lub ew. większość takiego społeczeństwa odrzuca takie teorie, przynajmniej w zakresie ekonomiczno-politycznym. Dzięki temu społeczeństwo otwarte jest w stanie dyskutować o wszystkich istotnych faktach z życia polityczno-ekonomicznego i przyjmować różne punkty widzenia oraz adaptować nowe pomysły pochodzące zarówno spoza danej społeczności, jak i będące jej własnym wytworem. W społeczeństwie takim nie ma nigdy stuprocentowego konsensusu – stąd niemożliwe jest wdrożenie działań w oparciu o ideologie, które głoszą uszczęśliwienie wszystkich za jednym zamachem. Społeczeństwo takie działa raczej ostrożnie – testuje rozmaite teorie cząstkowe i decyduje się na działania powodujące powolne i często niedoskonałe zmiany – jednak o charakterze przewidywalnym i dającym się potwierdzić w krótkich okresach.
Pojęcia społeczeństwa otwartego i zamkniętego nie są tożsame z pojęciem demokracji i jej braku. Wiele społeczeństw, które miały długą tradycję „zamkniętości”, funkcjonowało w systemach demokratycznych, zaś z kolei wiele społeczeństw otwartych powstawało w warunkach braku demokracji. Ogólnie jednak można powiedzieć, że społeczeństwa otwarte dążą zwykle do demokratycznych form rządów, zaś zamknięte mają tendencję do tworzenia systemów autorytarnych i totalitarnych.

## Odznaczenia
- Order Pour le Mérite (Niemcy, 1980)[13]
- Odznaka Honorowa za Naukę i Sztukę (Austria, 1980)[14]
- Order Towarzyszy Honoru (Wielka Brytania, 1982)[15]
- Wielki Krzyż Zasługi z Gwiazdą i Wstęgą Orderu Zasługi Republiki Federalnej Niemiec (Niemcy, 1983)[14]

## Polskie wydania prac Poppera
- Logika odkrycia naukowego. Wyd. I. Warszawa: PWN, 1977. Brak numerów stron w książce, przedm. J. Kmita; stron 382,
  - wyd. II: PWN, Warszawa 2002, stron 383, ISBN 83-01-13870-X,
  - wyd. III: Fundacja „Aletheia”, 2002, ISBN 83-89372-01-0,
  - wyd IV: Wydawnictwo Antyk, 2003 (Logik der Forschung, 1934)
- Nędza historycyzmu, wyd. I-II: Wydawnictwo Krąg, 1984, 1989
  - wyd. III: Wydawnictwo PWN, Warszawa 1999, s. 160, ISBN 83-01-13022-9

(Das Elend des Historizismus – prywatny odczyt podczas spotkania w Brukseli 1936, seria artykułów w piśmie „Econometrica” 1944–1945, ostatecznie książka wydana w roku 1957 The Poverty of Historicism)
- Społeczeństwo otwarte i jego wrogowie tom 1 i 2, Wydawnictwo Naukowe PWN, Warszawa 2006, stron 440+516, ISBN 83-01-14842-X, ISBN 978-83-01-14843-0

(The Open Society and Its Enemies 1945)
- Wszechświat otwarty: Argument na rzecz indeterminizmu

(The Open Universe: An Argument for Indeterminism notatki z lat 1956/1957 przekazywane prywatnie, ostatecznie książka wydana w roku 1982).
- Droga do wiedzy: Domysły i refutacje, Wyd. PWN, Warszawa 1999

(Conjectures and Refutations: The Growth of Scientific Knowledge 1963)
- Wiedza obiektywna: Ewolucyjna teoria epistemologiczna, wyd. I: Wydawnictwo Naukowe PWN, Warszawa 2002, stron 512, ISBN 83-01-13920-X, wyd. II – poprawione: Wydawnictwo Naukowe PWN, Warszawa 2016, stron 512, ISBN 978-83-01-17240-4

(Objective Knowledge: An Evolutionary Approach 1973)
- Nieustanne poszukiwania, Wyd. Znak, Kraków 1997

(Unended Quest; An Intellectual Autobiography 1976)
- W poszukiwaniu lepszego świata. Wykłady i rozprawy z trzydziestu lat, Wyd. Książka i Wiedza, Warszawa 1997

(In Search of a Better World 1984)
- Świat skłonności

(A World of Propensities 1990)
- Mit schematu pojęciowego, Wyd. Książka i Wiedza, Warszawa 1997, stron 274, ISBN 83-05-12929-2

(The Myth of the Framework: In Defence of Science and Rationality 1994)
- Wiedza a zagadnienie ciała i umysłu. W obronie interakcji, tłum. Tadeusz Baszniak, Wyd. Książka i Wiedza, Warszawa 1998, stron 200, ISBN 83-05-12982-9

(Knowledge and the Mind-Body Problem: In Defence of Interaction 1994)
- (z Johnem Condry) Telewizja – zagrożenie dla demokracji, przeł. [z ang., fr.] i posłowiem opatrzył Marcin Król, Wyd. Sic!, Warszawa 1996, stron 77 (zawiera: Złodziejka czasu, niewierna służebnica – J. Condry; Prawo dla telewizji – K. Popper), ISBN 83-86056-23-1.
- O Marksie, tł. z ang. Adam Waksman, Czy teoria jest niewinna? Stefan Kisielewski, Wyd. Arka, Kraków 1983, stron 22.
- Fakt i teoria: teksty źródłowe, wstęp Dariusz Aleksandrowicz (wybór tekstów i tł. [z ang., niem.] D. Aleksandrowicz), Wyd. UWroc., Wrocław 1986, ISBN 83-229-0087-2.